# Indianapolis 500 in 1936
De 24e Indianapolis 500 werd gereden op zaterdag 30 mei 1936 op de Indianapolis Motor Speedway. Amerikaans coureur Louis Meyer won de race voor de derde en laatste keer in zijn carrière. Hij was de eerste coureur die de race drie keer won.

## Startgrid
| Rij | Binnen         | Midden           | Buiten         |
| --- | -------------- | ---------------- | -------------- |
| 1   | Rex Mays       | Babe Stapp       | Chet Miller    |
| 2   | Doc MacKenzie  | George Connor    | Herb Ardinger  |
| 3   | Cliff Bergere  | Louis Tomei      | Wilbur Shaw    |
| 4   | Shorty Cantlon | Ted Horn         | Freddy Winnai  |
| 5   | Bill Cummings  | George Barringer | Floyd Roberts  |
| 6   | Jimmy Snyder   | Al Miller        | Chet Gardner   |
| 7   | Billy Winn     | Frank Brisko     | Johnny Seymour |
| 8   | Frank McGurk   | Doc Williams     | Ralph Hepburn  |
| 9   | Ray Mixley     | Deacon Litz      | Harry McQuinn  |
| 10  | Louis Meyer    | Lou Moore        | Mauri Rose     |
| 11  | Fred Frame     | Zeke Meyer       | Emil Andres    |

## Race
| #                                  | Coureur          | Auto                   | Ronden | Opgave     |
| ---------------------------------- | ---------------- | ---------------------- | ------ | ---------- |
| 1                                  | Louis Meyer      | Stevens-Miller         | 200    |            |
| 2                                  | Ted Horn         | Wetteroth-Miller       | 200    |            |
| 3                                  | Doc MacKenzie    | Wetteroth-Offenhauser  | 200    |            |
| 4                                  | Mauri Rose       | Miller                 | 200    |            |
| 5                                  | Chet Miller      | Summer-Miller          | 200    |            |
| 6                                  | Ray Pixley       | Miller                 | 200    |            |
| 7                                  | Wilbur Shaw      | Shaw-Offenhauser       | 200    |            |
| 8                                  | George Barringer | Rigling-Offenhauser    | 200    |            |
| 9                                  | Zeke Meyer       | Cooper-Studebaker      | 200    |            |
| 10                                 | George Connor    | Adams-Miller           | 200    |            |
| 11                                 | Freddy Winnai    | Stevens-Offenhauser    | 199    |            |
| 12                                 | Ralph Hepburn    | Miller-Offenhauser     | 196    |            |
| 13                                 | Harry McQuinn    | Stevens-Miller         | 196    | Mechanisch |
| 14                                 | Shorty Cantlon   | Weil-Miller            | 194    | Mechanisch |
| 15                                 | Rex Mays         | Adams-Sparks           | 192    | Mechanisch |
| 16                                 | Doc Williams     | Cooper-Miller          | 192    | Mechanisch |
| 17                                 | Lou Moore        | Miller-Offenhauser     | 185    | Mechanisch |
| 18                                 | Emil Andres      | Whippet-Cragar         | 184    |            |
| 19                                 | Floyd Roberts    | Stevens-Offenhauser    | 183    | Mechanisch |
| 20                                 | Frank Brisko     | Miller-Brisko          | 180    | Mechanisch |
| 21                                 | Al Miller        | Smith-Miller           | 119    | Ongeval    |
| 22                                 | Cliff Bergere    | Stevens-Miller         | 116    | Mechanisch |
| 23                                 | Deacon Litz      | Miller                 | 108    | Mechanisch |
| 24                                 | Babe Stapp       | Shaw-Offenhauser       | 89     | Mechanisch |
| 25                                 | Billy Winn       | Miller                 | 78     | Mechanisch |
| 26                                 | Frank McGurk     | Adams-Cragar           | 51     | Mechanisch |
| 27                                 | Louis Tomei      | Wetteroth-Miller       | 44     | Mechanisch |
| 28                                 | Herb Ardinger    | Stevens-Miller         | 38     | Mechanisch |
| 29                                 | Chet Gardner     | Duesenberg-Offenhauser | 38     | Mechanisch |
| 30                                 | Jimmy Snyder     | Stevens-Miller         | 21     | Mechanisch |
| 31                                 | Johnny Seymour   | Stevens-Miller         | 13     | Mechanisch |
| 32                                 | Fred Frame       | Miller                 | 4      | Mechanisch |
| 33                                 | Bill Cummings    | Miller-Offenhauser     | 0      | Mechanisch |
| Gemiddelde snelheid : 175,530 km/h |                  |                        |        |            |